# Ahmed Juma
Ahmed Juma (en árabe: أحمد جمعة‎; Manama, Baréin, 25 de junio de 1999) es un futbolista de Baréin que juega en la posición de defensa. Desde 2016 juega con el Muharraq Club de la Liga Premier de Baréin.

## Carrera

### Club
| Periodo   | Club          |
| --------- | ------------- |
| 2015-2016 | Al Hala SC    |
| 2016–     | Muharraq Club |

### Selección nacional
Debutó con Baréin en 2011 y su primer gol con la selección lo anotó el 29 de diciembre de 2018 en la victoria por 4-0 ante Corea del Norte en un partido amistoso en Isa Town. También fue convocado para la Copa Asiática 2019.

## Logros
- Liga Premier de Baréin (1): 2017/18
- Copa del Rey de Baréin (1): 2019/20
- Copa FA de Baréin (3): 2020, 2021, 2022
- Supercopa de Baréin (1): 2018
- Copa AFC (1): 2021